# 零交越點

表示電壓的波形的线图中的零交越點

如果一個函數經過某個點後，其數值正負號改變（如從正到負），則稱該點為零交越點。圖中的函數圖形和座標軸的交點即是零交越點。零交越點常出現於電子學、數學、聲學和影像處理。

## 電子學
在交流電中，零交越點是一個瞬時的點，表示電壓為零。在正弦波或其他簡單的波形中，每個周期通常會出現兩個零交越點。零交越點可以用來檢測電壓在哪裡從任意方向跨越零。 
零交越點對通過交流電路傳送數位訊號的系統十分重要，如數據機、X10家庭自動化控制系統，以及Lionel和其他交流電模型火車所用的數位命令控制型系統。 
在語音處理中，可以通過計算零交越點的數量估計語音的基本頻率。 
在輸入信號為數位控制增益的放大器的系統中，放大器的增益突然在離散值之間切換時，非零的輸出信號中會產生失真。在一些消費級電子產品（如可攜式媒體播放器）中，這些失真聽得見，快速增加增益時會發出拉鏈聲，改變一次增益時會發出輕微的咔嗒聲。這些失真是人們不想要的，但如果只在輸入信號的零交越點上作出改變，無論增益如何改變，輸出仍然為零。（忽然改變增益仍會導致一些失真，但不會產生咔嗒聲） 
至於電力開關，如果在沒有電流的瞬間——零交越點——切換開關，就不會產生電磁干擾。早期的調光器以及類似的裝置都會產生干擾，但近年來的產品都在零交越點切換。

## 影像處理
在數位影像處理中，尋找影像中的邊緣是一項重要的研究項目。這些技術稱為「邊緣偵測」或「梯度濾波器」。梯度濾波器是一種能夠找出像素值劇烈變動之處的濾波器。這些點通常代表邊界或邊緣。拉普拉斯濾波器屬於梯度濾波器，儘管它以另一種方式處理這個任務。它在訊號串流中找出圖像的數位訊號穿過預設的「零」位置的點，並將其標註為可能的邊界點。因為訊號穿過零點，所以它被稱為零交越點。這裡 （页面存档备份，存于）有一個例子，包含Java原始碼。 
在工業射線照相術中，零交越點可用於潛在損傷處的分割中。